# فرودگاه پارکر کارسون
 فرودگاه پارکر کارسون (به انگلیسی: Parker Carson STOLport) یک فرودگاه همگانی بهره‌برداری هوایی است که یک باند فرود شن دارد و طول باند آن ۵۱۸ متر است. این فرودگاه در شهر کارسون‌سیتی کشور انگلستان قرار دارد و در ارتفاع ۱۵۰۵ متری از سطح دریا واقع شده است.